# ポル・ジョンチ
ポル・ジョンチ・プジャルト（Pol Llonch Puyaltó、1992年10月7日 - ）は、スペイン・バルセロナ出身のサッカー選手。SDポンフェラディーナ所属。ポジションはミッドフィールダー。

## クラブ経歴
2009年、CEエウロパからCEルスピタレートのカンテラに移り、同クラブでプロデビューを果たし、3シーズンを過ごした後、RCDエスパニョールのリザーブチームに移籍した。主にリザーブチームでプレーしたが、2014年2月に1度だけトップチームのベンチ入りをしている。
2015年8月3日、ジローナFCと2年契約を交わした。コパ・デル・レイ2回戦のジムナスティック・タラゴナ戦でデビューし、9月19日のレアル・オビエド戦にてリーグデビューを飾った。2016-17シーズンはグラナダCFのリザーブチームに1シーズンのみのレンタルをした。
2017年1月29日、ジローナとの契約を解除してヴィスワ・クラクフに加入した。
2018年5月、ヴィレムIIと3年契約を結んだ。
2023年8月5日、SDポンフェラディーナに移籍した。